# Dominique Strauss-Kahn
Dominique Gaston André Strauss-Kahn (pronunciado /dɔminik stʁos kan/) (Neuilly-sur-Seine, 25 de abril de 1949), también conocido por sus iniciales DSK, es un político francés, director gerente del Fondo Monetario Internacional desde el 1 de noviembre del 2007 hasta el 19 de mayo del 2011. Era miembro del Partido Socialista. Fue profesor de Economía en la Universidad de Nancy (1977-1980), ministro del Comercio Exterior desde mayo de 1991 hasta marzo de 1993 y ministro de Economía desde junio de 1997 hasta noviembre de 1999. Es también diputado del Val-d'Oise y suplente del alcalde de Sarcelles. Se define como socialdemócrata. Su carrera política finalizó debido a sus múltiples denuncias por agresiones sexuales y los escándalos que las rodearon.

## Biografía

### Infancia
Dominique Gaston André Strauss-Kahn, es el hijo de Gilbert Strauss-Kahn, fiscal Jurídico y miembro del Gran Oriente de Francia, y de Jacqueline Fellus, periodista, originaria de Rusia y Túnez. Nació en una familia judía alsaciana, establecida en Marruecos en 1951. Se crio en Agadir. Salió de Marruecos a raíz del terremoto de Agadir de 1960 hacia Mónaco.

### Familia
Después de reunirse con Hélène Dumas en 1963 (en un pícnic en la playa de Menton con los estudiantes del lycée Albert Primer en Mónaco), se casó con ella en 1967 y juntos tuvieron tres hijos (Vanessa, Marine y Laurin).
Se divorció de Helène Dumas y se volvió a casar en segundas nupcias en 1986 con Brigitte Guillemette, mientras que era CEO del Grupo Corolla PR, con quien tuvo otra hija, Camille, nacida en 1985
Una vez más se divorció en 1989, y se casó luego con su tercera esposa, el 26 de noviembre de 1991, Anne Sinclair, periodista en TF1 y presentadora de la emisión política dominical Sept sur sept, ella misma divorciada del periodista Ivan Levaï. Los testigos de su casamiento con Anne Sinclair, fueron la filósofa Elisabeth Badinter y la productora Raquel Kahn (esposa de Jean-François Kahn), Gilbert Dominique Strauss-Kahn, su padre, así como su amigo Lionel Jospin.

### Estudios
Hizo sus estudios medios en Mónaco en el lycée Albert-Premier y en París en el Lycée Carnot.
Efectuó sus estudios superiores en la École des hautes études commerciales de Paris (HEC), donde se diplomó en 1971, en el Institut d'études politiques de Paris (Sciences Po), donde fue diplomado en 1972 (sección servicio público), y en el Institut de statistique de l'université Paris-VI. Obtiene en 1972 una licenciatura en derecho público y en 1975 un Doctorado en Ciencias económicas en la Université Paris X.
La Tesis de este doctorado se tituló «Économie de la famille et accumulation patrimoniale» y fue publicada en 1977.

### Carrera funcionaria y abogado de negocios
Asistente, y después profesor asistente entonces en la Universidad de París-X, después de reprobar el examen de ingreso de la Escuela Nacional de Administración, que recibe en las competiciones agregación de la Educación Superior en la economía en 1977 y fue nombrado profesor catedrático y, a continuación, en la Universidad de Nancy II antes de su traslado a la Universidad de París X en 1981. En 1982, se unió a los servicios de la Comisión de Planificación como jefe del departamento de finanzas y luego como Comisionado Adjunto hasta su elección a la Asamblea Nacional en 1986. Dejó la enseñanza durante este período. También deja sus enseñanzas en 1991 por su nombramiento como ministro. Después de su derrota en las elecciones legislativas francesas de 1993, fundando la empresa Consultores DSK y se convirtió en un abogado corporativo. Después de su renuncia al gobierno de Jospin reanudó sus tareas académicas en el año 2000 y se remitió al Instituto de Estudios Políticos de París, donde enseña microeconomía y macroeconomía hasta su nombramiento en el FMI.
También enseña en la Escuela Nacional de Administración en HEC y la Universidad de Stanford, los Estados Unidos como profesor visitante.
Trabaja en el Centro de Investigaciones sobre el ahorro, donde se hizo amigo de André Masson (actualmente director de investigación en el CNRS en la Escuela de Economía París) y Denis Kessler (más tarde vicepresidente de la MEDEF). Este último se convirtió en su asistente en la Nanterre, a continuación, que lo sustituye en 1982 en la dirección de su laboratorio de investigación, ya que escribir y publica El ahorro y jubilación.

### Debut en la política
Cerca del Partido Comunista Francés (PCF), del que se aleja para "aprender economía".
Se incorporó en 1976 al Partido Socialista. Después de un corto período de tiempo en el CERES de Jean-Pierre Chevènement, que está cercano a Lionel Jospin, primer secretario del PS, a quien 'aconseja a partir de 1981. Es secretario nacional del PS, a cargo de los estudios y el programa (1986 - 1988), después de economía y finanzas (1988 - 1989).
Los militantes socialistas de la Alta Saboya rechazan su candidatura a la elección de 1986, pero le es impuesto por la dirección nacional; Por último, elegido miembro de la proporcional el 16 de marzo de 1986. Dos años más tarde, salió de la Haute-Savoie para aparecer en el VIII distrito del Valle del Oise. Elegido en segunda ronda, luego fue nombrado presidente de la Comité de Finanzas. Fue entonces cuando conoció a Paul Hermelin (más tarde jefe del Estado Mayor para la Industria en 1991).
En el otoño de 1988, participó en el examen del proyecto de ley del Gobierno Michel Rocard que tiene como objetivo volver a introducir la impuesto de solidaridad sobre el patrimonio. Mientras que el primer ministro se propone limitar la cantidad de ISF y el Impuesto sobre la renta y el 80% de los recursos de un hogar, Dominique Strauss-Kahn coescribió una enmienda a un escudo fiscal al 70%.
En 1991 François Mitterrand lo nombra Ministro Delegado de Industria y Comercio Exterior en el gobierno de Édith Cresson.Se mantiene esa posición en el gobierno de Pierre Beregovoy, hasta las elecciones legislativas de 1993.
Durante la Guerra del Golfo, en la que participó Francia, y mientras que Israel era bombardeado por Scuds de Irak, Dominique Strauss Kahn dijo:

"Creo que cada Judío en la diáspora, y por lo tanto Francia, donde quiera que este debe prestar ayuda a Israel. Esto también porque es importante que los Judíos asuman responsabilidades políticas. En resumen, en mis funciones y en mi vida cotidiana, a través de todas mis acciones, yo trato de llevar mi modesta piedra para la construcción de Israel
Dominique Strauss Kahn. "

## Carrera política

### Quiebras
En 1999 fue nombrado ministro de Economía dos años antes en el gobierno de Lionel Jospin, su sentido de la pedagogía y su carisma estaban en vías de colocarlo como uno de los referentes de la Unión Europea, cuando fue perseguido en tres casos.
- El primero fue en relación con el salario de su secretaria, pagado por una filial de Elf dirigida por Alfred Sirven, empresario implicado en varios escándalos de corrupción.[23]
- El segundo asunto se debió a haber tenido y “perdido” el casete en el que el promotor Jean-Claude Méry revelaba el financiamiento de la Unión para la República (RPR, predecesora de la Unión por un Movimiento Popular).[23]
- El tercero, por haber figurado en los financiamientos políticos de la Mutualidad Nacional de Estudiantes de Francia. Strauss-Kahn se vio obligado a renunciar, iniciando así dos años de travesía en el desierto, hasta que fue absuelto por la justicia en 2001.[23]

### Candidato a presidente de Francia
Intentó ser candidato de los socialistas franceses a la elección presidencial de 2007, pero los militantes eligieron a Ségolène Royal.
En la prensa, su gusto por las mujeres se había convertido en tema entre líneas. Al estar en campaña junto con su esposa, él tuvo que enfrentarse a la pregunta en una:

“Usted tiene fama de ser un seductor; ¿teme usted el poder de los rumores en la vida pública?” Su respuesta, en forma de devolución: “Esa no es un arma que yo emplearía.”
Entrevista con L’Express, el 1 de junio de 2006.

### Fondo Monetario Internacional
Fue el Director Gerente del Fondo Monetario Internacional, cargo que empezó a desempeñar el 1 de noviembre de 2007, en sustitución del político español Rodrigo Rato, hasta el 18 de mayo de 2011 fecha en la que presentó su dimisión por carta.
Su cargo desde su arresto en Nueva York es ejercido temporalmente por John Lipsky.
A últimas horas del 18 de mayo de 2011 presentó renuncia a su cargo en el FMI.
Bajo su gestión, el FMI intentó impulsar el uso de los Derechos Especiales de Giro (DEGs) como principal moneda de reserva global, en reemplazo del dólar estadounidense. El volumen de DEGs se incrementó drásticamente en dicho período, sobre todo como respuesta a la crisis global de 2008. Sin embargo, Strauss-Kahn renunció al cargo en mayo de 2011 por la acusación de ataque sexual.
 Luego, en una reunión de directores del organismo efectuada en octubre del mismo año, se consideró que no debía incrementarse el tamaño de la canasta en DEGs, aludiendo a la necesidad de evitar supuestos costos excesivos y confusiones para los usuarios del instrumento. La iniciativa no ha prosperado desde entonces. La idea original era elevar el volumen de DEGs hasta el equivalente a dos billones USD (seis veces su valor a 2014) para minimizar la necesidad de dólares de los bancos centrales, debido a la posición global dominante de la divisa estadounidense.

### Renuncia al FMI
El 18 de mayo de 2011 renunció a su cargo en el FMI. La justicia de Nueva York ratificó los cargos contra DSK y le impuso una fianza de un millón de dólares en efectivo, otros 5 en bonos y le retuvo su pasaporte. La canciller alemana Angela Merkel, por su parte, insistió en que debería ser un representante del Viejo Continente quien lo sustituyera.
La portavoz de la Comisión Europea, Pia Ahrenkilde, a su turno, afirmó que el puesto “es una cuestión que atañe a la responsabilidad de Europa". En tanto, Estados Unidos anunció oficialmente que espera una "sucesión rápida" y "abierta".

### El FMI Post Strauss-Kahn
Pese a que varios países emergentes reclamaron que deje de ser un europeo el que ocupe el cargo, todas las miradas apuntaron hacia la ministra de finanzas francesa Christine Lagarde, candidata favorita para suceder a su compatriota.
Sin embargo, el proceso de elección de un europeo para dirigir el organismo levantó voces de protesta en todo el mundo, como los ministros del Tesoro de Australia, Wayne Swan, y de Finanzas de Sudáfrica, Pravin Gordhan, cuyos países copresiden el grupo de trabajo del G20 en el FMI, que pidieron que la elección se base en los méritos.

### El FMI abre el proceso para elegir al sucesor de Dominique Strauss Kahn
La carrera para suceder a Dominique Strauss Kahn al frente del FMI se inició el 23 de mayo de 2011 de manera formal, con dos candidatos a la vista, quienes ejemplificaban la disputa entre las economías emergentes y las desarrolladas: el gobernador del Banco de México, Agustín Carstens, y la ministra de Finanzas de Francia, Christine Lagarde, que acabó consiguiendo el puesto. En su momento, fueron subrayadas las posibilidades de otros candidatos, como Kemal Dervis de Turquía, o los propuestos por India o Sudáfrica. Desde China, el ministerio de Exteriores reclamó un proceso de selección democrático y consensuado.

## Denuncias por abuso sexual

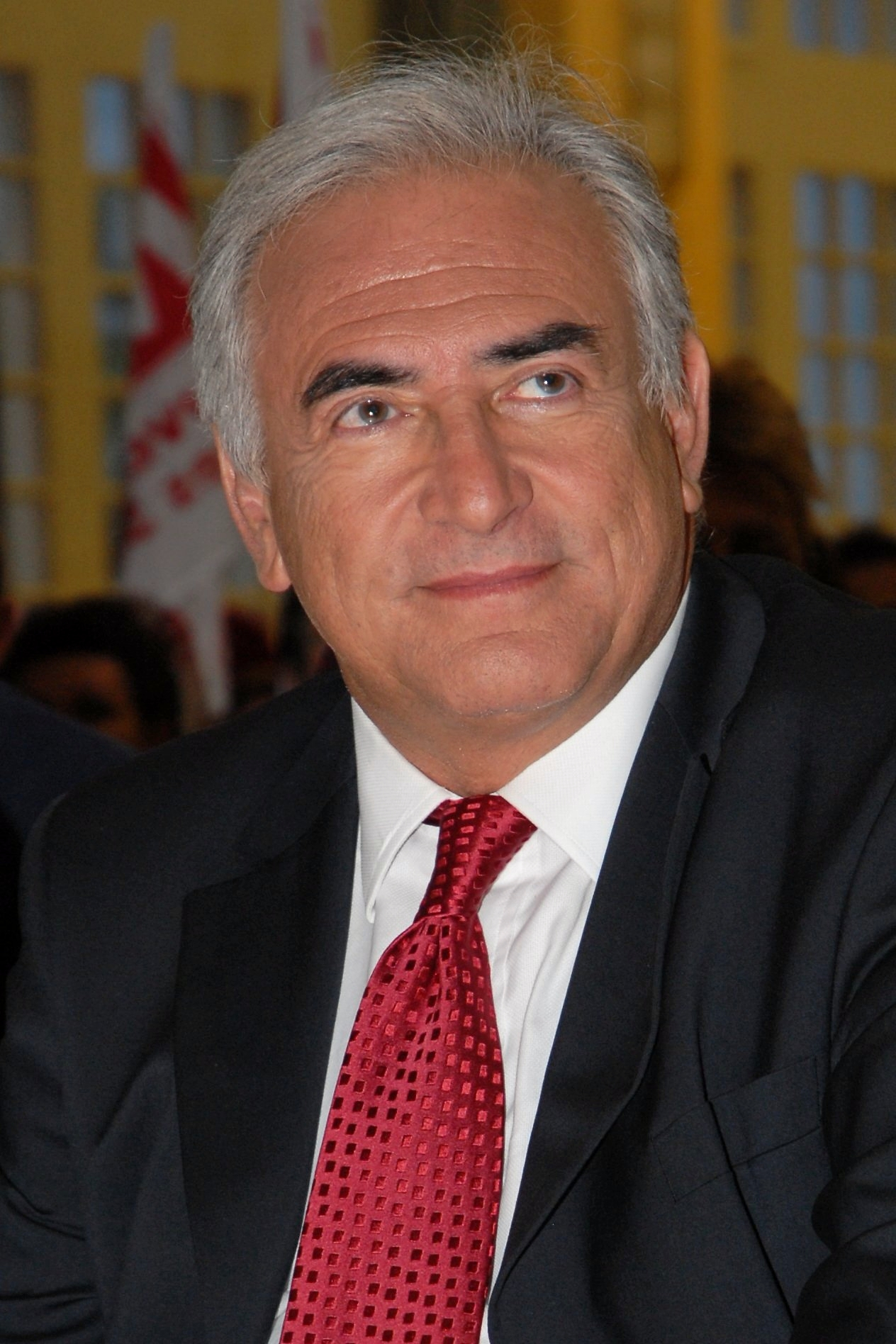
Dominique Strauss-Kahn durante una reunión en Toulouse (2007).

La vida de Dominique Strauss-Kahn ha estado rodeada de escándalos sexuales. La escritora francesa Tristane Banon lo acusó de una agresión sexual y de haber intentado violarla en 2003. El Ministerio Público indicó que había indicios razonables de agresión sexual, pero que el caso estaba prescripto. En 2011, fue acusado de violación por una empleada de un hotel en Nueva York y el caso Strauss-Kahn alcanzó ribetes internacionales. Cuando la prensa internacional lo estaba olvidando, el 21 de febrero de 2012 fue detenido en Lille (norte de Francia) después de que decidiera prolongar el interrogatorio el juez que instruye la investigación por un presunto caso de proxenetismo y desvío de fondos. Sus abogados lograron que, en diciembre de 2012, un acuerdo pusiera fin a 20 meses de saga judicial, dando carpetazo a la denuncia por agresión sexual interpuesta por la camarera del hotel Sofitel.

## Strauss-Kahn como personaje literario
La novela L'Enculé de Marc-Édouard Nabe publicada en 2011 es la primera que relata en primera persona el escándalo sexual.
La novela Karnaval de Juan Francisco Ferré se inspira en la figura de Strauss-Kahn, al que convierte en personaje protagonista de su obra (que comienza, precisamente, con el escándalo sexual). Karnaval ganó el Premio Herralde de novela en 2012.

## Distinciones

### Condecoraciones
2008 :
- Marruecos : Gran cordón de la Orden del Ouissam Alaouite. Fue condecorado por el rey Mohammed VI durante la Fiesta del Trono.[42]
- Túnez : Gran oficial de la Orden de la República Tunecina. Fue condecorado por el presidente tunecino Ben Ali.[43]

### Doctorados honoris causa
Ha recibido varios doctorados honoris causa:
- Universidad de Friburgo ( Suiza, 15 de noviembre de 2005);[44]
- Universidad de Lieja ( Bélgica, 17 de marzo de 2010)[45]